# Aage Andersen
Aage Jørgen Christian Andersen (* 1. Dezember 1883 in Kopenhagen; † 1. April 1976 in Pinner, Greater London) war ein dänischer Fußballspieler.

## Karriere
Andersen spielte für den Akademisk Boldklub Kopenhagen.
Vom 23. bis 25. April nahm er mit der Kopenhagener Stadtauswahl am Fußballturnier im Rahmen der Olympischen Zwischenspiele 1906 teil; eine Nationalmannschaft Dänemarks existierte zu diesem Zeitpunkt nicht – sie trug ihr erstes offizielles Länderspiel am 19. Oktober 1908 im Viertelfinale des olympischen Fußballturniers gegen die B-Nationalmannschaft Frankreichs in London aus.
Die im Inneren des Velodroms in Neo Faliro, einem Stadtteil von Piräus, südlich von Athen, ausgetragenen Spiele gegen eine Auswahlmannschaft aus Smyrna und gegen Ethnikos GS Athênai wurden mit 5:1 und 9:0 gewonnen und bescherten ihm und seiner Mannschaft die Goldmedaille.
Während seines Aufenthaltes in Deutschland spielte er für Wacker Leipzig und wurde in der Endrunde um die Deutsche Fußballmeisterschaft 1907/08 am 3. Mai 1908 beim 3:1-Viertelfinalsieg über den VfR 1897 Breslau und 17. Mai 1908 bei der 0:4-Halbfinalniederlage gegen den BTuFC Viktoria 89 eingesetzt.

## Erfolge
- Olympische Goldmedaille 1906